# Đường cong từ hóa

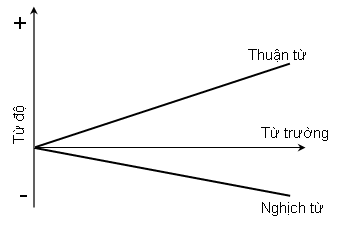
Đường cong từ hóa có dạng tuyến tính trong các chất thuận từ và nghịch từ

Đường cong từ hóa (hay đầy đủ là đường cong từ hóa ban đầu) là đồ thị mô tả quá trình từ hóa vật liệu từ từ trạng thái ban đầu chưa nhiễm từ (trạng thái khử từ), mà thể hiện trên đồ thị là sự thay đổi của tính chất từ (thông qua giá trị của từ độ, cảm ứng từ...) theo giá trị của từ trường ngoài. Ở phạm vi cấu trúc vi mô, quá trình từ hóa chính là sự thay đổi về cấu trúc từ (cấu trúc đômen) thông qua các cơ chế khác nhau.
Thuật ngữ tiếng Anh chỉ "đường cong từ hóa" được sử dụng phổ biến là "Magnetization curve", tuy nhiên, trong nhiều thiết bị đo đạc tính chất từ, người ta còn dùng nhiều thuật ngữ khác nhau ví dụ như "Virgin curve", "Initial curve"...

## Hình dạng đường cong từ hóa ở các vật liệu từ khác nhau

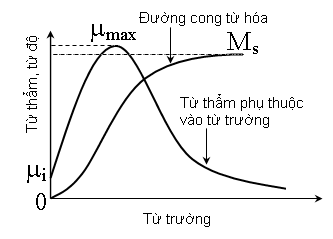
Đường cong từ hóa của chất sắt từ M(H), đường cong độ từ thẩm phụ thuộc vào từ trường và các giá trị thu được: Từ độ bão hòa M_{s}, từ thẩm ban đầu μ_{i}, từ thẩm cực đại μ_{max}..

- Đối với các chất nghịch từ và thuận từ, đường cong từ hóa có dạng là đường thẳng (từ độ phụ thuộc tuyến tính vào từ trường), từ độ của chất thuận từ mang giá trị dương trong khi các chất nghịch từ có từ độ nhận giá trị âm.
- Đối với các chất có trật tự từ (sắt từ, phản sắt từ, feri từ), đường cong từ hóa là các đường phi tuyến. Đối với sắt từ và feri từ, khi từ hóa với từ trường đủ lớn sẽ có hiện tượng bão hòa từ (đường cong từ hóa nằm ngang, đạt từ độ bão hòa). Hiện tượng bão hòa từ cũng xảy ra với các chất thuận từ và phản sắt từ, nhưng phải trong từ trường rất lớn và ở nhiệt độ thấp thậm chí rất thấp.

## Các thông số thu được từ đường cong từ hóa
- Độ từ thẩm ban đầu

Độ từ thẩm được định nghĩa là đạo hàm của cảm ứng từ B theo từ trường:
{\displaystyle \mu ={\frac {dB}{dH}}}
Độ từ thẩm ban đầu được xác định từ sự phụ thuộc của cảm ứng từ B vào từ trường, được định nghĩa là độ từ thẩm tại giá trị H = 0, cho bởi công thức:
{\displaystyle \mu _{i}=\lim _{H\to 0}{\frac {dB}{dH}}} 

Sự phân chia thành các đômen từ trong màng mỏng hợp kim NiFe quan sát trên kính hiển vi điện tử truyền qua Lorentz ở chế độ Fresnel. Các đường đen, trắng là các vách đômen, mũi tên chỉ chiều của mômen từ trong các đômen. Trong quá trình từ hóa, cấu trúc đômen bị thay đổi

- Độ từ thẩm cực đại là giá trị cực đại của độ từ thẩm trên đường cong μ(H), thường ký hiệu là {\displaystyle \mu _{max}}
- Từ độ bão hòa: Nếu từ trường từ hóa đủ lớn sao cho tất cả các mômen từ song song với nhau, ta sẽ thu được giá trị từ độ bão hòa (ký hiệu là {\displaystyle M_{s}})

## Các cơ chế từ hóa
Đối với các chất sắt từ và feri từ, đường cong từ hóa phản ánh các cơ chế từ hóa trong vật liệu (thể hiện qua sự biến đổi cấu trúc đômen).
- Quá trình dịch chuyển vách đômen: Khi có từ trường từ hóa, các vách đômen sẽ bị dịch chuyển theo xu thế các đômen có chiều của véctơ từ độ hướng theo từ trường sẽ lớn dần, còn các đômen khác sẽ bị thu hẹp dần. Quá trình này thường thể hiện thông qua đoạn đường cong từ hóa có dạng tuyến tính với hệ số góc thấp.
- Quá trình quay mômen từ: Ở từng vật liệu và tùy trạng thái cấu trúc mà có thể diễn ra quá trình từ hóa bằng cách các mômen từ bị quay theo chiều từ trường, thể hiện qua đường cong từ hóa dạng phi tuyến và tăng rất nhanh, hoặc chỉ xảy ra trong từ trường đủ lớn.
- Bước nhảy Barkhausen: Là quá trình xảy ra khi có sự dịch chuyển một cách đột ngột của các vách đômen, bản chất là sự thay đổi tổng năng lượng toàn phần để rơi vào một vị trí cực tiểu năng lượng. Bước nhảy Barkhausen là nguyên nhân dẫn đến hiện tượng có tiếng lạo xạo (nhiễu Barkhausen) trong các loa điện động sử dụng các lõi sắt từ khi vừa bật nguồn điện.